# Ласло Меднянський
Ласло Меднянський (угор. Mednyánszky László, словац. Ladislav Medňanský, 23 квітня 1852, Бецков — 17 квітня 1919, Відень) — словацький та угорський художник.

## Біографія
Народився у Бєцкові у дворянській родині, барон. Батько — Едуард Меднянський, мати — Марія Ганна Меднянська, уроджена Сірмії. До 1870 жив у Словаччині, що входила тоді до складу Королівства Угорщина. Краєвиди Високих Татр згодом постійно зустрічалися у творчості. 1863 року австрійський художник Томас Ендер відвідав Бецков і на прохання батьків Меднянського погодився подивитися його художні роботи. Пізніше він дав відгуки на кілька малюнків, надісланих йому до Відня.
У 1870 році Меднянський вирушив до Золотурна, де готувався до навчання у Швейцарській вищій технічній школі Цюриху. У Цюриху, однак, він не довчився, і в 1872 вступив до Академії мистецтв у Мюнхені і провчився там два роки. Будучи незадоволеним стилем викладання, у 1873 році вступив до Школи витончених мистецтв у Парижі та навчався там до 1875 року у класі професора Ізідора Піля. Після смерті Піля в 1875 Меднянський зняв студію на Монмартрі і став заробляти на життя художньою творчістю. Він залишався в Парижі до 1875 року, познайомившись із сучасними художніми течіями, такими як імпресіонізм та постімпресіонізм. Істотне впливом геть його творчість справила барбізонська школа, і він потрапляв під вплив символізму і ар-нуво.
Головною темою творчості Меднянського був пейзаж, найчастішим сюжетом зображення дерев. Найчастіше у його пейзажах зустрічаються вигин річки чи стежки, які інколи йдуть в ліс. На пейзажах показано різноманітність погоди; відомо, що Меднянський спеціально спостерігав за погодою та залишав відомості про ці спостереження у своєму щоденнику, який вів по-угорськи та німецькою, записуючи слова грецькими літерами. Іншим сюжетом його творчості, що постійно повторюється, були портрети, часто зображення простих людей, які жили там же, де і художник.
Між 1877 та 1889 роком Ласло Меднянський постійно змінював місце проживання, проживаючи по черзі у Словаччині, Будапешті та Відні. Потім до 1892 він знову жив у Парижі, в основному зображуючи людей. Його мати померла 1883 року, батько — 1895. Після смерті батька художника в роботах Меднянського з'являється тема смерті.
У 1896, спільно з художниками Арпадом Фесті та Єне Барчаї на честь 1000-річчя заснування угорської держави брав участь у створенні знаменитого монументального полотна (циклорама, або кругова панорама, площею 1800 кв. м.) під назвою «Прибуття мадьяр» («Набуття Батьківщини»). На круговому мальовничому полотні було відбито дві тисячі персонажів.
Близько 1900 року він перейшов повністю до пейзажів у стилі імпресіонізму, а в останній період творчості, з 1910 року, зрушив у бік символізму, водночас перейшовши до ретельнішого виконання пейзажів.
У 1889—1900 роках художник здебільшого жив у родовому замку Стражки у Словаччині, потім все більше у Будапешті та Відні. У Першу світову війну він вирушив на фронт військовим журналістом, був поранений, але 1916 року знову повернувся на фронт. Він помер у Відні 1919 року.
Ласло Меднянський вважається одним з найбільших живописців як Угорщини, і Словаччини. Найбільші збори його робіт експонуються в Угорській національній галереї в Будапешті та Словацькій національній галереї в Братиславі, куди було передано збори спадкоємців художника.

## Особисте життя
Ласло Меднянський був гомосексуалом, маючи протягом свого життя кілька стосунків з чоловіками. Найдовший і найважливіший з них, з Балінтом Курді з Ваца, тривав десятиліттями.